# زواج المثليين في جزر العذراء الأمريكية
أصبح زواج المثليين قانونيا في الإقليم غير المدمج للولايات المتحدة جزر العذراء الأمريكية منذ 9 يوليو 2015. نتيجة لقرار المحكمة العليا الأمريكية في قضية أوبرغيفل ضد هودجز في 26 يونيو 2015، والتي وجدت أن الأزواج المثليين لديهم الحق الدستوري في الزواج. في 30 يونيو، أعلن الحاكم كينيث ماب أن حكومة الإقليم سوف تمتثل لهذا الحكم، وفي 9 يوليو، وقع أمرًا تنفيذيًا يطالب حكومة الإقليم بتوسيع حقوق الزواج للأزواج المثليين في جميع أنحاء الإقليم. مُنحت تراخيص الزواج الأولى في 21 تموز/يوليو 2015، بعد أن قام الأزواج المثليون الذين تقدموا بطلبات للحصول على هذه التراخيص بذلك في 13 يوليو 2015، حيث بدأت فترة الانتظار لمدة 8 أيام بين التقدم بطلب الحصول على تراخيص الزواج وتلقيها.

## التاريخ التشريعي
ينص النظام الأساسي لجزر العذراء على أن «الزواج يُعلن بموجب هذا العقد عقدًا مدنيًا يمكن إبرامه بين ذكر وأنثى وفقًا للقانون».
في مايو 2014، قدمت السناتورة جودي باكلي مشروع قانون في المجلس التشريعي لتشريع زواج المثليين. أطلق عليه «قانون المساواة في الزواج المدني»، وسيغير عبارة «بين الذكر والأنثى» في القانون الأساسي بعبارة «بين شخصين». وشملت اللغة التي تسمح لأي شخص مخول لأداء حفل زفاف لرفض القيام بذلك لأي سبب من الأسباب. وتوقعت أن يستغرق الأمر عدة أشهر حتى تتم مراجعة لغته. وتوقعت أن تترك هي والحاكم جون دي جونج، الذي قالت إنه سيوقع على التشريع، منصبه في يناير 2015 قبل أن يتم التصويت على التشريع. من مؤيدي التشريع، «المكان الحر» (بالإنجليزية: Liberty Place)‏، وهي منظمة للدفاع عن حقوق المثليين ومقرها سان كروا.
رداً على ذلك، نظمت مجموعة من زعماء الكنيسة «صوت واحد في جزر العذراء» (بالإنجليزية: One Voice Virgin Islands)‏ لمعارضة التشريع والتخطيط لحملة عريضة تهدف إلى جمع 50,000 توقيع. قامت المجموعة بتأليف رسالة إلى مسؤولي جزر العذراء مفادها أن بعض أعضائها وجدوا أنها مرفوضة لأنها تضمنت اقتراحًا بأن بعض المسؤولين الحكوميين كانوا مثليين. وقال رئيس المجموعة، القس جيمس بيتي من سانت توماس، «نحن لا نتمنى أن نكون جنة المثليين في أمريكا». قال القس لينوكس زامور إنه يرفض الحجة القائلة بأن تقنين زواج المثليين من شأنه أن يفيد الاقتصاد المحلي: «لا نريد موازنة كتبنا من خلال جلب صناعة الجنس - سواء كانت مثليا أم لا - إلى جزر العذراء».

## زواج المثليين
تم استقبال قرار المحكمة العليا في الولايات المتحدة في أوبرغيفل ضد هودجز، يوم 26 يونيو 2015، التي تبطل حظر زواج المثلييين بشكل متباين من قبل المسؤولين في جزر العذراء الأمريكية. في 27 يونيو، ورد أن القاضي مايكل دانستون، رئيس المحكمة العليا، قال إن الإقليم سوف يمتثل للحكم، على الرغم من أنه اعتقد أنه لا يمكن إصدار تراخيص الزواج للأزواج المثليين حتى يتم تعديل القوانين. في 30 يونيو، أعلن الحاكم كينيث ماب أنه سيصدر أمرًا تنفيذيًا يوجه الوكالات والدوائر الحكومية بالامتثال للحكم. قال:
وقع ماب على الأمر التنفيذي في 9 يوليو، على الرغم من أن نائب الحاكم أوسبرت بوتر لم يكن متواجدا لإثبات توقيع الحاكم، كما هو مطلوب قبل أن يدخل الأمر حيز التنفيذ. رفض رئيس مجلس الشيوخ نيفيل جيمس، وهو معارض قوي لزواج المثليين، التوقيع على الأمر التنفيذي بدلاً من بوتر. ومع ذلك، أعلن القاضي دونستون أن المحكمة العليا ستعمل على الامتثال لأوبرغفيل في حالة عدم اتخاذ إجراءات من المجلس التشريعي الإقليمي، وستصدر التراخيص لزوجين مثليين تقدموا خلال ثمانية أيام. كان من المتوقع أن يعود بوتر إلى الإقليم ويوقع على الأمر التنفيذي في 15 يوليو، لكنه لم يتمكن من ذلك بعد أن غادر ماب الإقليم في اليوم السابق بسبب عمل بوتر حاكمًا بالنيابة. في 27 يوليو، كان كل من الحاكم ماب ونائب الحاكم بوتر في الإقليم معًا للمرة الأولى منذ صياغة الأمر، مما يعني أن بوتر سيكون قادرًا على توقيع الأمر بصفته حاكمًا الملازم. في يوم الثلاثاء، 28 يوليو، وقع بوتر على الأمر، مطالبًا فعليًا جميع الوكالات بالامتثال للحكم.